# 보조역
보조역(일본어: 坊城駅)은 일본 나라현 가시하라시에 위치한 긴키 닛폰 철도 미나미오사카 선의 철도역이다. 역 번호는 F 26이며, 상대식 승강장 2면 2선의 구조를 갖춘 지상역이다.

## 타는 곳
| 1 | F 미나미오사카 선 | 하행 | F}} 가시하라진구마에 · 요시노 방면                     |
| 2 | F 미나미오사카 선 | 상행 | 후루이치 · 오사카아베노바시 · 고세 · 가와치나가노 방면 |

## 이용 현황
- 2005년 11월 8일 : 3,376명
- 2008년 11월 18일 : 3,374명
- 2010년 11월 9일 : 3,193명
- 2012년 11월 13일 : 3,207명
- 2015년 11월 10일 : 3,155명

## 역 주변
- 국도 제24호선 · 국도 제165호선
- 이온 몰 가시하라

## 인접 역
| 긴키 닛폰 철도 미나미오사카 선     | 긴키 닛폰 철도 미나미오사카 선 | 긴키 닛폰 철도 미나미오사카 선                 |
| ---------------------------------- | ------------------------------ | ---------------------------------------------- |
| F25 우키아나 오사카아베노바시 방면 | F 미나미오사카 선              | 가시하라진구니시구치 F27 가시하라진구마에 방면 |